# Pomme (chanteuse)
Pour les articles homonymes, voir Pomme (homonymie).
Claire Pommet, dite Pomme, est une auteure-compositrice-interprète, musicienne et actrice française, née le 2 août 1996 à Décines-Charpieu (Rhône).
Elle sort un premier EP de quatre titres, En cavale, en 2016, puis son premier album, intitulé À peu près, un an après en 2017.
En 2020, son album Les Failles est désigné album révélation de l'année lors des Victoires de la musique. Elle obtient la Victoire de l'artiste interprète féminine lors de la cérémonie suivante.
En 2022, elle sort un troisième album intitulé Consolation, puis en 2024, un quatrième album intitulé Saisons.

## Biographie

### Jeunesse
Claire Isabelle Geo Pommet naît à Décines-Charpieu et grandit à Caluire-et-Cuire, commune française de la métropole de Lyon, plus précisément dans le quartier de Cuire-le-Bas où elle effectue une partie de sa scolarité (école Pierre et Marie Curie),.
Elle apprend le solfège à partir de ses six ans, rejoint un chœur d'enfants et d'adolescents de haut niveau et réputé, La Cigale de Lyon, à l'âge de sept ans et découvre le violoncelle à huit ans. Sa mère, professeur des écoles et très pieuse, joue de la flûte traversière ; son père, promoteur immobilier, écoute Michel Polnareff, Serge Reggiani et Charles Aznavour ; et c'est le père d'une amie qui l'initie à la musique folk (Joan Baez et Joni Mitchell) et à la country américaine,. Elle fait ses études secondaires à Lyon à la cité scolaire Saint-Exupéry, dans le quartier de la Croix-Rousse.
Elle fait à cette époque ses premières scènes dans des bars lyonnais, et autoproduit un CD alors qu'elle est en classe de seconde. Elle s'initie à la composition de façon autodidacte et publie des vidéos sur la plateforme web YouTube.

### Carrière

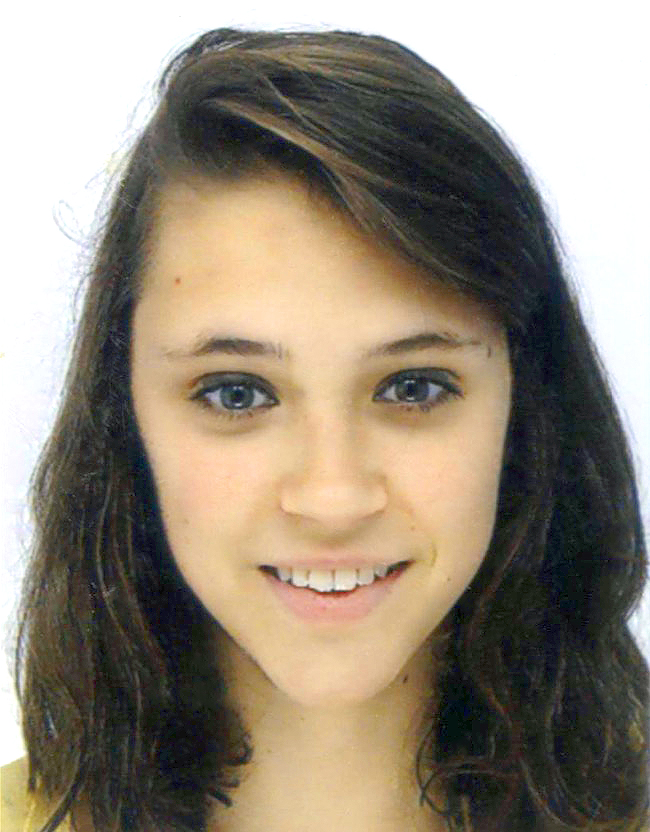
Pomme en 2012 (photo d'identité Sacem)

Le 12 juillet 2012, peu avant l'âge de seize ans, bien que mineure et grâce à l'autorisation de sa mère, elle s'inscrit à la Sacem, en qualités d'autrice et de compositrice.
En 2013, à dix-sept ans, elle enregistre la chanson Okay en duo avec le chanteur Matthieu Mendès et tourne son premier clip.
À dix-neuf ans, Pomme voyage au Québec, puis s'installe à Paris afin de continuer ses études en faculté d'anglais, mais abandonne pour se consacrer à la musique.
En 2016, elle sort un EP intitulé En cavale qui lui permet notamment de se produire en première partie de Benjamin Biolay.
En septembre 2017, à l'âge de vingt-et-un ans, elle se produit pour la première fois à quatre reprises à la Boule noire à Paris. En octobre sort son premier album de chanson française, intitulé À peu près ; entre pop et folk selon Salomé Rouzerol-Douglas du Figaro, il est considéré comme « très encourageant » par Gilles Renault de Libération, tandis que Marie-Catherine Mardi de RFI estime que « les textes ne convainqu[ent] pas dans leur intégralité » mais fait l'éloge du chant,,. Les journalistes de Libération et du Figaro soulignent la qualité de ses interprétations live, durant lesquelles elle joue notamment de l'autoharpe et de la guitare.
Pomme effectue la première partie de la tournée d'Asaf Avidan à l'automne 2017, notamment sur la grande scène de l'Olympia. En février 2018, elle se produit au Café de la Danse à Paris, après avoir participé aux premières parties de Louane et Vianney, puis elle monte sur scène à La Cigale mi-2018 et au Trianon début 2019.
Les chansons qu'elle écrit et compose — soit la moitié du répertoire qu'elle interprète — évoquent souvent l'amour, la mort et « des situations quotidiennes qu'elle tourne au romantisme » (Le Figaro),. L'amour, dans ses textes, est tantôt hétérosexuel, tantôt lesbien ; elle consacre notamment une chanson à sa future femme, l'interprète québécoise Safia Nolin. Elle explique à Télérama : « J’assume très naturellement mon homosexualité, par exemple en utilisant dans mes chansons des pronoms féminins. Et je crois que c’est important vu le nombre de messages de remerciement que je reçois. Ado, j’aurais aimé, moi aussi, pouvoir me reconnaître dans des chanteuses lesbiennes. »
En novembre 2019, Pomme sort son deuxième album Les Failles, dont elle signe toutes les chansons, et coréalisé avec Albin de la Simone. L'album est certifié disque d'or le 18 septembre 2020. En 2020, cet album, réédité sous le nom de Les Failles cachées, comporte quatre chansons supplémentaires par rapport à la première version. La même année, une troisième version voit le jour : Les failles cachées (Halloween version), où trois titres viennent s'ajouter au reste de l'album, dont un avec la participation de Flavien Berger.
En décembre 2019, la chanteuse Angèle invite Pomme et Safia Nolin à monter sur scène lors d'un concert à Montréal ; elles y interprètent On brûlera, qui dénonce le regard de la société vis-à-vis de l'homosexualité.
Lors des Victoires de la musique 2020, Pomme remporte le trophée dans la catégorie album révélation. Le 20 avril, elle sort un EP éphémère de cinq titres en anglais intitulé Quarantine Phone Sessions, qu'elle prévoit initialement de rendre disponible uniquement pendant la durée du confinement.
En février 2021, à la suite du mouvement #MusicToo (dénonciation des violences sexistes dans le monde de la musique dans la lignée du mouvement #MeToo), elle publie un billet sur le blog de Mediapart intitulé « De là où je suis, j’ai décidé de dire les choses ». Elle affirme avoir été « manipulée, harcelée moralement et sexuellement » de ses quinze à ses dix-sept ans, c'est-à-dire quand elle a commencé à entrer dans le vedettariat et l'industrie de la musique. Elle précise : « Mon arrivée dans l’industrie de la musique a été traumatisante ». Elle donne quelques exemples de réflexions qui lui ont été faites : « Sois plus sexy, moins enfant » ; « J’aurais dû te baiser » ; « Reprends tes chansons de merde et casse-toi, débrouille-toi ». Telle est « la stratégie d’un nombre effrayant d’hommes artistes, producteurs, musiciens, chanteurs, directeurs de labels, directeurs artistiques, et j’en passe ».
En 2021, Pomme est sacrée artiste féminine de l'année aux Victoires de la musique.
Pendant l'hiver 2021/2022, elle part s’isoler au Québec pour écrire son troisième album, Consolation, qui sort le 26 août 2022.
En mai 2022, elle publie un album jeunesse Sous les paupières, avec Pauline de Tarragon (connue sous le pseudonyme de Pi Ja Ma).
À l'automne 2022, elle tourne dans le film La Vénus d’argent de Héléna Klotz, dans lequel elle tient le premier rôle. C'est l'un des cas où elle n'utilise pas son nom de scène.
En décembre 2022, durant deux semaines, elle anime sur France Inter une courte émission intitulée Pomme & Co dans laquelle elle présente des chansons « 100 % féminines et parfois féministes » qui l'ont marquée et dont elle propose aussi une reprise solo avec son autoharpe.
En février 2023, elle est nommée aux Victoires de la musique comme artiste féminine de l'année et album de l'année pour Consolation. Le 12 février, elle sort (Lot 2) consolation, la réédition de son troisième album.
Le 1er décembre 2023, elle sort la première moitié de son album Saisons, un album orchestral en collaboration avec Malvina Meinier (pour les arrangements et la direction de l’orchestre), Flavien Berger et Aaron Dessner. Il est présenté comme un album conceptuel, pensé comme un opéra moderne en quatre mouvements représentant les quatre saisons et divisé en deux éditions automne-hiver et printemps-été. La deuxième partie de l'album sort le 22 mars 2024.
En mai 2024, peu avant sa tournée en Amérique, Pomme sort le titre Weird, figurant à l’origine sur son EP éphémère intitulé Quarantine Phone Sessions.
Au cours de la même année, la chanteuse est nommée dans la catégorie concert de l'année aux Victoires de la musique et sort plusieurs titres en collaboration avec divers artistes. Elle apparaît sur les albums de Flavien Berger, Zamdane et Waxx, ainsi que sur un album de reprises de chansons de Michel Polnareff. Dans le cadre d’un autre projet collaboratif, Pomme réinterprète deux chansons en duo avec Ichiko Aoba. Elles dévoilent ainsi une version en français de Seabed Eden, titre original de la chanteuse Ichiko Aoba, puis une version japonaise du titre Grandiose issu de l’album Les Failles.

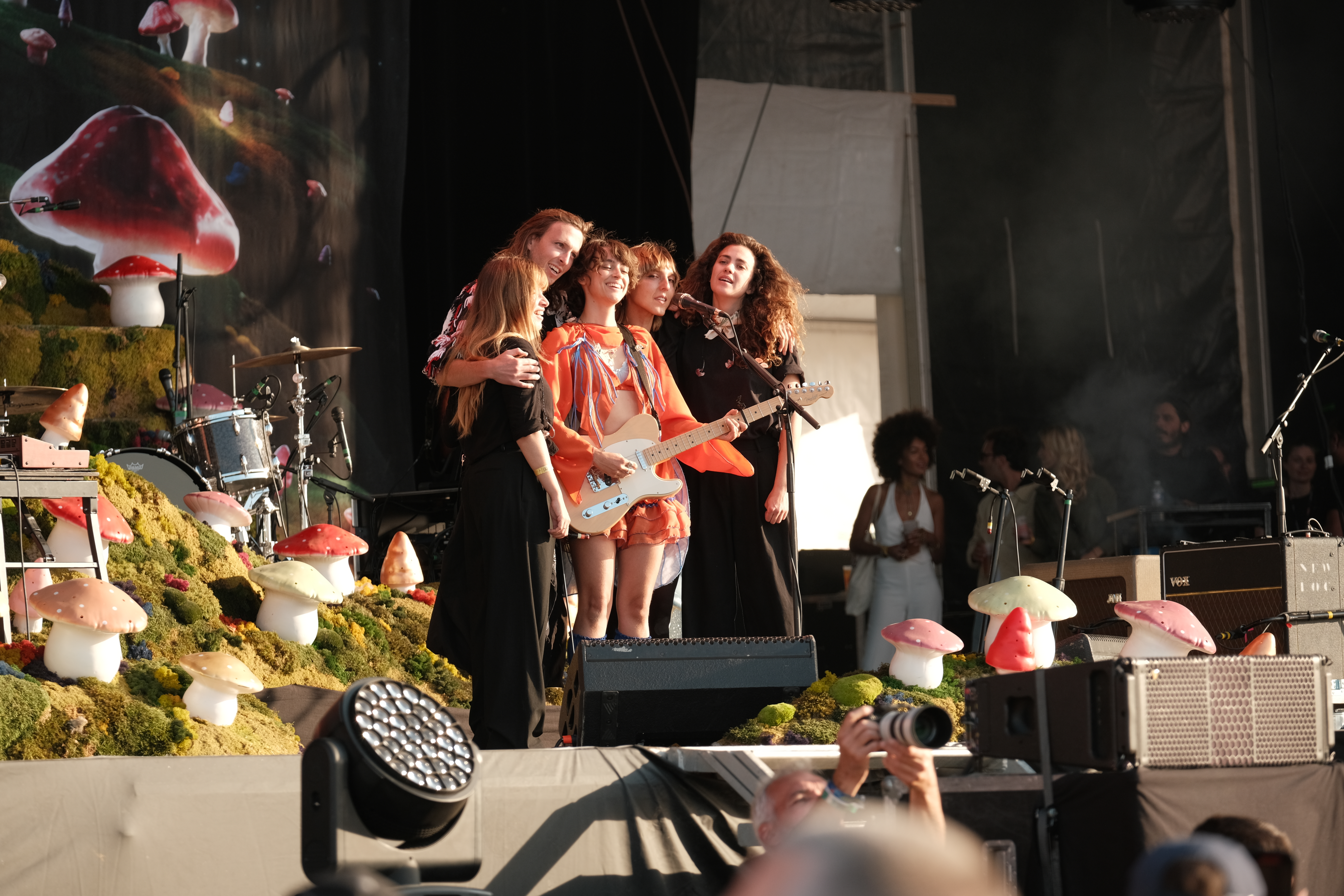
Pomme en concert à la Fête de l'Humanité 2024.

En septembre 2024, Pomme donne l'ultime concert de sa tournée « Consolation », composée de 150 dates,. A cette occasion, elle reprend la chanson 3e sexe aux côtés de Nicola Sirkis. Pomme invite également sur scène le rappeur Zamdane pour interpréter leur titre intitulé Le grand cirque.
En novembre 2024, dans le cadre de la série d'animation Arcane, est dévoilée une nouvelle chanson intitulée Ma meilleure ennemie que Pomme a co-écrite et chantée en duo avec Stromae.
En mai 2025, Pomme sort la chanson La Nuit qu'elle a écrite et composée pour le film La Venue de l'avenir de Cédric Klapisch, dans lequel elle joue également.
En juillet 2025, Pomme se produit aux Nuits de Fourvière à Lyon dans le spectacle Le Petit Cirque, conçu avec Marie et Yann Bourgeois. Le spectacle est basé sur son album Saisons, sorti en 2024. 

### Vie privée
Elle épouse, pendant la pandémie de Covid, sa compagne depuis plusieurs années, la chanteuse québécoise Safia Nolin.

### Engagements
Ouvertement lesbienne (ce dont elle dit s'être rendue compte assez tard car on ne lui avait pas parlé de ces sujets dans son entourage familial catholique pratiquant), Pomme soutient la communauté LGBT+ et ses luttes, tant dans ses textes que dans ses actes. Elle est en outre engagée en faveur de l'écologie, de l'antiracisme et du féminisme.
Pour les élections municipales de 2020, elle publie une vidéo de soutien à la liste Europe Écologie Les Verts de sa commune d'enfance, Caluire-et-Cuire.
En 2021, elle annonce reverser l'intégralité des recettes de son titre À perte de vue, abordant la disparition des bélugas, pour financer la recherche sur les mammifères marins.
À l'été 2023, à la suite de la mort de Nahel Merzouk, tué par un policier, Pomme signe une tribune contre le racisme et les violences policières, publiée le 8 juillet. Une semaine plus tard, elle déclare reverser le cachet d'un de ses concerts aux familles des victimes des violences policières.
À l'hiver 2023, elle fait partie des signataires de la contre-tribune portée par le collectif « Cerveaux non disponibles » dans le cadre de l'affaire Gérard Depardieu, en réaction à une tribune en soutien à l'acteur parue dans Le Figaro du 25 décembre 2023.
Elle participe en juillet 2024 à un concert caritatif à La Cigale, à Paris, en faveur de l'aide humanitaire à Gaza. Le projet, lancé par le collectif « La culture pour un cessez-le-feu », vise à alerter sur la situation humanitaire de l'enclave palestinienne et à collecter des fonds pour l’ONG Medical Aid for Palestine. Elle est également signataire d'une tribune appelant à la reconnaissance d'un État palestinien.
Elle critique l'engagement à l'extrême droite de son ancienne idole artistique Kanye West, régulièrement accusé d'antisémitisme, et refuse qu'il utilise sa musique dans le cadre de l'album Bully.

## Discographie

### Albums studio
- 2017 - À peu près
- 2019 - Les Failles
- 2022 - Consolation
- 2024 - Saisons

### Rééditions des albums studio
- 2018 :  À peu près (Deluxe)
- 2020 : Les Failles cachées
- 2020 : Les Failles cachées (Halloween version)
- 2023 : (Lot 2) consolation

### EP studio
- 2016 : En cavale
- 2018 : À peu près – Sessions montréalaises
- 2020 : Les Failles cachées
- 2020 : Quarantine Phone Sessions

### Singlesstudio
- 2015 : J'suis pas dupe
- 2015 : En cavale
- 2015 : Sans toi
- 2015 : Jane & John
- 2015 : Je t'emmènerais bien
- 2015 : Même robe qu'hier
- 2015 : La Lavande
- 2015 : De là-haut (Radio Remix)
- 2017 : On brûlera
- 2017 : Ceux qui rêvent
- 2018 : Mon frère (Rough Version)
- 2019 : 2019
- 2019 : Je sais pas danser
- 2019 : Anxiété
- 2020 : Vide
- 2020 : Les animaux sont nos amis
- 2021 : Les Cours d'eau (remix)
- 2021 : À perte de vue
- 2021 : Itsumo Nando Demo (reprise de la chanson du film Le Voyage de Chihiro)
- 2021 : Nelly
- 2022 : Tombeau
- 2022 : Very Bad
- 2023 : Un million
- 2023 : Laissez-moi danser
- 2024 : Ma meilleure ennemie
- 2025 : La Nuit

### Albums collectifs et chansons collectives
- 2016 : Soleil brûlant sur l'album We Love Disney 3 (reprise de la chanson du film d'animation Rebelle)
- 2018 : Présence sur l'album Héritage - Hommage à Félix Leclerc
- 2018 : Debout les femmes avec 39 femmes (single collectif)
- 2020 : Big Jet Plane avec Angus Stone sur l'album Songs for Australia (en)
- 2020 : Ceux qui s'aiment sur l'album De Béart à Béart(s) - album hommage à Guy Béart
- 2020 : Holidays sur l'album Deezer Souvenirs d'été - reprise de la chanson de Michel Polnareff
- 2020 : The Park sur l'album Good Night Songs For Rebel Girls
- 2021 : La Petite Poule grise sur l'album Les Plus Belles Comptines d'Okoo (Volume 2)
- 2021 : Vers la lumière sur la bande originale de Princesse Dragon
- 2022 : Qu'est-ce qu'on fait de l'amour ? sur la bande originale du film Ernest et Célestine : Le Voyage en Charabie
- 2024 : Qui a tué grand'maman ? sur l'album Il était une fois Polnareff[41]
- 2024 : Blue Turns Grey avec Waxx sur l'album Étincelle[40]
- 2024 : Ma meilleure ennemie avec Stromae sur la bande originale de la saison 2 de la série d'animation Arcane[62]

### Autres collaborations
- 2013 : Okay avec Matthieu Mendès sur l'album Écho
- 2016 : Entre ses bras avec Cécile Corbel sur l'album Vagabonde
- 2016 : Rusty avec Hein Cooper sur l'album The Art Of Escape
- 2017 : Long Day avec Heonil Lim sur l'EP Heart For Someone
- 2018 : J'attends avec Ben Mazué sur l'album La Femme idéale  Platine
- 2018 : Tel un seul homme avec Pierre Lapointe, en concert
- 2019 : Sélection 46 avec TRENTE (et Safia Nolin) sur l'EP Sélection 46
- 2019 : Ghost avec Waxx sur l'album Fantôme
- 2019 : Je serai (ta meilleure amie) avec Safia Nolin sur l'album Reprises Vol.2
- 2020 : La Violence avec Philémon Cimon sur l'album Philédouche
- 2020 : Le Train du soir avec Raphael sur l'album Haute fidélité
- 2020 : Saphir avec Pristine Hyur (single)
- 2021 : 2K16 avec Refuge sur l'EP Afterlife
- 2021 : Ça va aller avec Terrenoire (single)
- 2021 : Suzanne avec H-Burns sur l'album Burns On The Wire
- 2021 : galore (french version) avec Oklou (et Danny L Harle) sur l'EP Galore Anniversary - Single
- 2021 : Everything Matters avec Aurora sur l'album The Gods We Can Touch
- 2022 : Outro avec Raplume sur l'album Le soleil se lèvera à l'ouest
- 2024 : Magie Vermeille avec Flavien Berger sur l’album Contrebande 02. Le Disque De L'été
- 2024 : Le grand cirque avec Zamdane sur l'album SOLSAD
- 2024 : Seabed Eden - French version avec Ichiko Aoba (single)[42]
- 2024 : Grandiose - Japanese version avec Ichiko Aoba (single)[43]

## Émission de radio
- 2022 : Pomme & Co sur France Inter - animatrice[32]

## Filmographie
Sauf indication contraire, les informations mentionnées dans cette section peuvent être confirmées par les bases de données cinématographiques  présentes dans la section « Liens externes ».
- 2023 : La Vénus d'argent d'Héléna Klotz : Jeanne Francœur
- 2025 : La Venue de l'avenir de Cédric Klapisch : Fleur

## Publications
- Sous les paupières, avec Pauline de Tarragon[64]
- Les Failles, recueil de poèmes (publié sous le nom de Claire Pommet)

## Distinctions

### Récompenses
- Victoires de la musique 2020 : Album révélation pour Les Failles[65]
- Grand prix Sacem 2020 : Prix Francis-Lemarque de la révélation
- Victoires de la musique 2021 : Artiste féminine de l'année[66]

### Nominations
- Victoires de la musique 2023 : Artiste féminine de l'année et album pour Consolation
- Victoires de la musique 2024 : Concert de l’année pour Consolation Tour